# まほろば号
まほろば号は、福岡県太宰府市が運行するコミュニティバスである。

## 概要
太宰府市内を結ぶ公共交通機関の整備を目的として1998年4月1日から運行されているコミュニティバスである。九州初のコミュニティバスで、地方公営企業および福祉バスを除くと福岡県内で自治体がバス運行に関わった初めてのケースである。
新規路線開設や西鉄バスの廃止路線の代替運行で路線網を拡大している。採算は取れていないが、赤字分については市の予算（一般会計）から補填している。
太宰府市が運行事業者に委託して運行しており、西日本鉄道（西鉄）がバス車両を使用して運行する路線と、地元タクシー事業者の太宰府タクシーが「地域サポートカー」として運行する路線がある。

## 沿革
- 1998年4月1日 運行開始。当時の運賃は区間により180円と200円の二段階。
- 1999年6月1日 水城・国分地区路線新設、1日フリー乗車券（500円）発売
- 2002年1月1日 運賃を全区間100円均一に変更、1日フリー乗車券を300円に値下げ
- 2002年4月1日 北谷・松川地区路線新設、3ヶ月フリーパス発売
- 2002年7月 利用者100万人突破
- 2004年2月1日 都府楼団地地区路線新設
- 2007年1月30日 利用者300万人突破
- 2007年4月1日 利用者300万人突破を記念して、終日無料運転を実施
- 2008年4月1日 ダイヤ改正。西鉄都府楼前駅を中心とした運行形態とする。「にしてつバスナビ」導入。
- 2008年11月19日 買い物サポートカー「マミーズまほろば号」運行開始
- 2009年4月1日 高雄地区路線新設、ダイヤ改正により都府楼前駅での乗継待ち時間の改善。nimoca加盟各社のICカード「nimoca」に対応[1]。
- 2010年3月13日 JR東日本のICカード「Suica」・JR九州のICカード「SUGOCA」・福岡市交通局のICカード「はやかけん」にも対応。
- 2010年3月31日 太宰府市ICエコまちめぐり事業の一環として、太宰府駅・都府楼前駅・五条駅・太宰府市役所（庁舎内）に「にしてつバスナビ」のディスプレイ（遅れ時分などの運行状況が表示される）設置。
- 2010年3月31日 この日限りでバスカード・よかネットカードの取扱い終了。
- 2011年2月2日 湯の谷地域線を地域サポートカーとして新設
- 2012年3月24日 ダイヤ改正。三条台地区の一部路線延長、渋滞による遅延（都府楼前駅で所定の乗継ができない）対策としての所要時間の増減・見直しなどを実施。
- 2012年7月31日 連歌屋地域線新設
- 2013年3月25日 交通系ICカード全国相互利用サービス導入に伴いJR北海道のICカード「Kitaca」・パスモ加盟各社局のICカード「PASMO」・JR東海のICカード「TOICA」・トランパス加盟各社局のICカード「manaca」・JR西日本のICカード「ICOCA」・スルッとKANSAI加盟各社局のICカード「PiTaPa」にも対応。
- 2018年11月30日 買い物サポートカー「マミーズまほろば号」運行終了
- 2019年4月2日 東観世地域線新設

## 西鉄運行路線
実際の運行については太宰府市から委託を受けている西鉄が子会社である西鉄バス二日市に運行を委託する形となっている。このため、車両は西鉄が保有しており、乗務員は西鉄バス二日市に所属する。

### 運行ルート

#### 1：大佐野回り
西鉄都府楼前駅→都府楼南→大佐野公民館前→大佐野公園前→大佐野台入口→つつじヶ丘→ひまわり台→
→平田→長浦台→西小学校前→青葉台→歴史スポーツ公園前→吉松→向佐野公園前→市民プール前→西鉄都府楼前駅
都府楼前駅より、北西部へ右回りに循環する路線。
日中は、毎時30分の発車が基本。

#### 2：吉松回り
大佐野回りと逆順で、左回りに循環する路線。
日中は、毎時00分の発車が基本。

#### 3：水城回り
- 水城国分回り

西鉄都府楼前駅→洗出→筑紫医師会館前→国分寺入口→水城の里郵便局→水城5丁目→水城ヶ丘中央公園→水城跡→国分寺入口→
→国分小学校→文化ふれあい館→筑前国分寺→水城交番前→洗出→西鉄都府楼前駅
都府楼前駅より、北部へＢ字形に右回りに循環する路線。
日中は、毎時00分の発車が基本。
- 水城小回り

西鉄都府楼前駅→洗出→筑紫医師会館前→国分寺入口→水城の里郵便局→水城5丁目→水城ヶ丘中央公園→水城跡→国分寺入口→
→筑紫医師会館前→洗出→西鉄都府楼前駅
都府楼前駅より、北部へＰ字形に右回りに循環する路線で、国分方面を経由しない。
平日朝に3本のみ運行。

#### 4：国分回り
- 国分水城回り

西鉄都府楼前駅←洗出←筑紫医師会館前←国分寺入口←水城の里郵便局←水城5丁目←水城ヶ丘中央公園←水城跡←国分寺入口←
←国分小学校←文化ふれあい館←筑前国分寺←水城交番前←洗出←西鉄都府楼前駅
水城回りと逆順で、北部へＢ字形に左回りに循環する路線。
日中は、毎時30分の発車が基本。
- 国分小回り

西鉄都府楼前駅←洗出←筑紫医師会館前←
←国分小学校←文化ふれあい館←筑前国分寺←水城交番前←洗出←西鉄都府楼前駅
都府楼前駅より、北部へＤ字形に左回りに循環する路線で、水城方面を経由しない。
平日朝に3本のみ運行。

#### 5：北谷回り
西鉄都府楼前駅～関屋～大宰府政庁跡～観世音寺～太宰府市役所前～
～西鉄五条駅～五条（郵便局前）～西鉄太宰府駅～宮前～三条台入口～三条台～（三条台公園前）～大原団地～大原～松川（まつごう）～
～松川口→北谷口→只越集会所前→北谷運動公園前→山浦口→山浦集会所前→只越→松川口～
～（往路と逆順）～西鉄都府楼前駅
都府楼前駅より、北東部へＰ字形に左回りに循環する路線。
日中は、毎時50分または55分の発車が基本。
この路線は全て関屋経由であり、通古賀経由はない。また内山線と異なり、いきいき情報センター、五条台口は経由しない。
山浦集会所前は、2010年3月改正の路線延長で平日の通学時間帯の便のみ経由するようになった。
- それ以外の便はショートカットして経由しなかったが、2012年3月改正で全便経由するようになった。

三条台公民館前、三条台公園前は、2012年3月改正の路線延長で朝夕の通学時間帯の便を除き経由するようになった。
- 朝夕の通学時間帯の便はそれまでどおりの運行経路で、ショートカットして経由しない。

2012年3月改正において、全路線において所要時間の増減・見直しが行われたが、当路線は遅延が常態化していたため、一周60分から85分へと大幅に延長された。
2014年4月4日のダイヤ改正で上下水道事業センター経由に変更。
西鉄バスの行先番号4-1のうち、西鉄二日市駅～関屋を廃止し、太宰府市内の区間を一部変更してまほろば号に移管。
- 4-1は太宰府市役所～宇美営業所間のみ存続し、松川口までほぼ重複するが、五条駅や大原団地を経由せずに直進する。

#### 6：都府楼回り
西鉄都府楼前駅～通古賀中央～都府楼団地入口～
～都府楼団地中央→都府楼団地西→JR都府楼南駅→都府楼団地東→都府楼公民館前→都府楼団地中央～
～（往路と逆順）～西鉄都府楼前駅
都府楼前駅より、南部へｂ字形に左回りに循環する路線。
2時間に1本の運行で、9:10発、11:10発、13:10発、15:10発、17:30発の1日5本のみ。

#### 7：高雄回り
- 右回り　1日3本のみ。

太宰府市役所前→西鉄五条駅横（駅ロータリー先･県道35号線上）→君畑→星ヶ丘入口→（梅香苑一丁目は通過）→高雄一丁目→
→高雄西→高雄中央→高雄公民館前→太宰府高校入口→高雄台入口→高雄中央公園→高雄南公園→梅ヶ丘公民館前→高雄→
→高雄一丁目→梅香苑一丁目→星ヶ丘入口→（君畑は通過）→西鉄五条駅横（にしてつストア前･県道35号線上）→太宰府市役所前
- 左回り　1日3本のみ。

太宰府市役所前→西鉄五条駅横（駅ロータリー先･県道35号線上）→君畑→星ヶ丘入口→（梅香苑一丁目は通過）→高雄一丁目→┓
┏高雄西←高雄中央←太宰府高校入口←高雄公民館前←高雄台入口←高雄中央公園←（高雄南公園は通過）←梅ヶ丘公民館前←高雄←┛
┗高雄一丁目→梅香苑一丁目→星ヶ丘入口→（君畑は通過）→西鉄五条駅横（にしてつストア前･県道35号線上）→太宰府市役所前
太宰府市役所前より、南部へｂ字形に循環する路線で、都府楼前駅～太宰府市役所前間は回送。
2012年3月改正より、梅香苑一丁目に停車。
この路線は、右回り・左回りともに『行先番号7の「高雄回り」、ラインカラーは赤』で、区別されていない。

#### 無番：内山線
2008年4月改正以前は、■1：大佐野回り、■2：吉松回り、■3：水城回り、■4：国分回り、■6：都府楼回りのそれぞれについて五条台口始発・終着便と内山始発・終着便が大半であり、太宰府市役所前始発・終着便と都府楼前駅始発・終着便は少数であったが、この改正で都府楼前駅以東を系統分割して「五条・内山線」という案内が登場した。
- このような経緯から、一部の便は■1：大佐野回り、■2：吉松回り、■3：水城回り、■4：国分回りのいずれかとの連続運行となっている。事実上、都府楼前駅で降りずにそのまま乗り続ける直通便のかたちを維持している。（所定ダイヤでは都府楼前駅で4～9分停車する）
- バス停の時刻表やにしてつグループホームページ等での案内上は、全便が都府楼前駅発着であり、どの便が直通であるかは車内などで配布している時刻表パンフレットでのみ知ることができる。（「必ず乗り継げる」との注釈がある）
- 往復ともに、五条台口を発車した後に五条駅を経由する。つまり北行き車線を走行中のみ五条駅のロータリーに入って来る。

- 関屋回り（五条交差点直進）

西鉄都府楼前駅～関屋～大宰府政庁跡～観世音寺～太宰府市役所前～
～五条（郵便局前）～西鉄太宰府駅～宮前～三条公民館前～菅谷（九州情報大学前）～内山（竈門神社前・宝満山登山口）
都府楼前駅より、県道76号線（政庁通り）、
県道35号線を東に道なりに進み、宮前～三条公民館前間にある内山入口交差点を右折して内山に至る路線。
- 2012年3月改正で、早朝と夜に数本のみの運行となった。

- 関屋回り

西鉄都府楼前駅～関屋～大宰府政庁跡～観世音寺～太宰府市役所前～
～（←西鉄五条駅←）～いきいき情報センター～五条台口～いきいき情報センター～（→西鉄五条駅→）～
～五条（郵便局前）～西鉄太宰府駅～宮前～三条公民館前～菅谷（九州情報大学前）～内山（竈門神社前・宝満山登山口）
都府楼前駅より、県道76号線（政庁通り）を東に直進し、
五条交差点を右折して五条台口まで往復した後、
県道35号線を東に道なりに進み、宮前～三条公民館前間にある内山入口交差点を右折して内山に至る路線。
- 日中は、都府楼前駅での乗継を考慮し、毎時10分の発車、毎時51分の到着が基本。
- 2012年3月改正で、五条台口始発・終着便が全廃され、関屋回りについても日中の全便が五条台口まで往復する運行となった。

- 通古賀（とおのこが）回り

西鉄都府楼前駅～通古賀中央～通古賀近隣公園～大宰府政庁跡～観世音寺～太宰府市役所前～
～（←西鉄五条駅←）～いきいき情報センター～五条台口～いきいき情報センター～（→西鉄五条駅→）～
～五条（郵便局前）～西鉄太宰府駅～宮前～三条公民館前～菅谷（九州情報大学前）～内山（竈門神社前・宝満山登山口）
都府楼前駅より、通古賀を経由したのち県道76号線（政庁通り）に出たら東に直進し、
五条交差点を右折して五条台口まで往復した後、
県道35号線を東に道なりに進み、宮前～三条公民館前間にある内山入口交差点を右折して内山に至る路線。
- 日中は、都府楼前駅での乗継を考慮し、毎時40分の発車、毎時23分の到着が基本。
- 2008年4月改正で、五条台口始発・終着便と内山始発・終着便と内山～五条台口間のみの便を統合する形で、五条台口まで往復してから内山または都府楼前駅に至る運行となった。

2008年4月改正以前

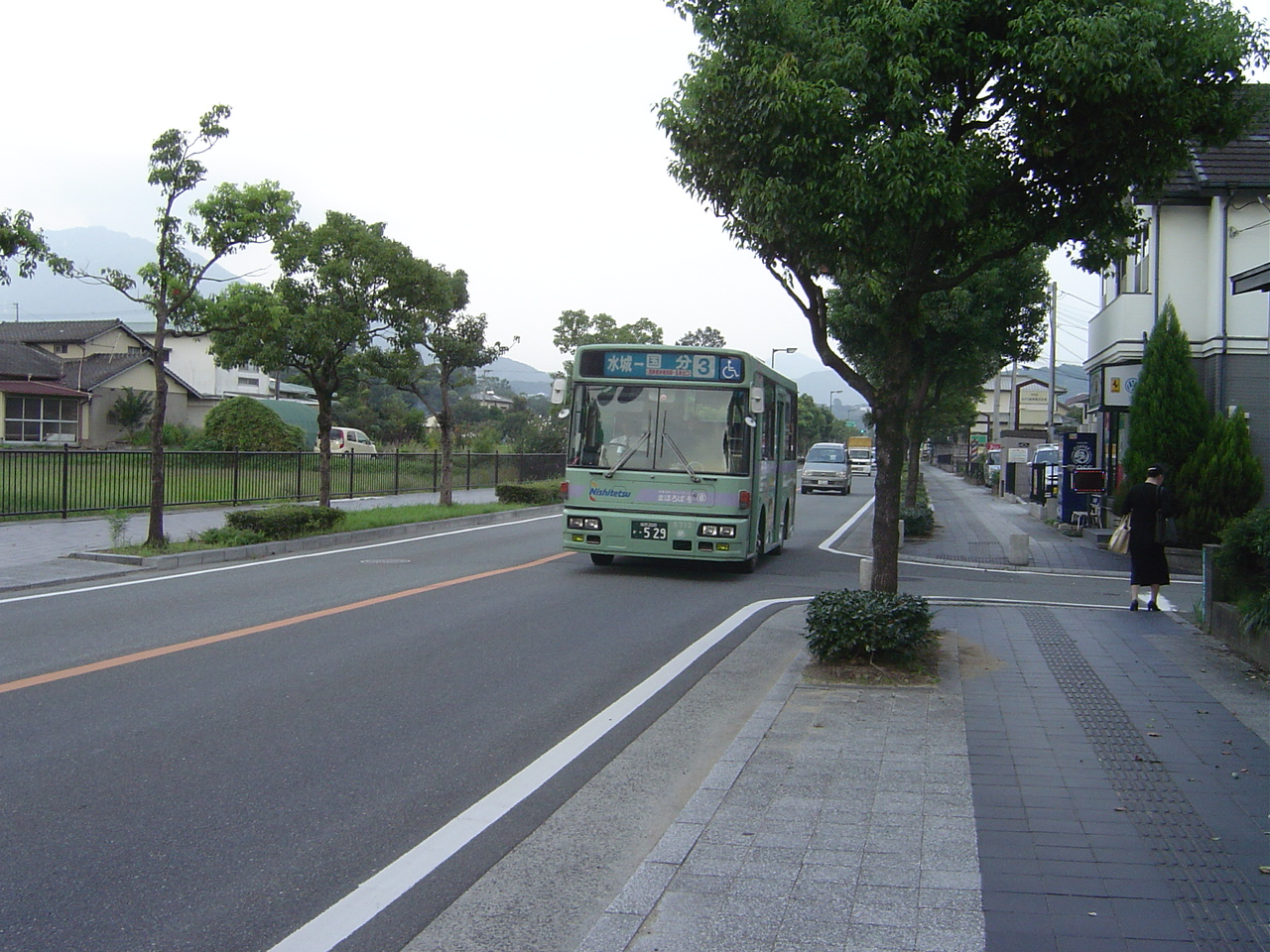
水城・国分回り 観世音寺付近

- 都府楼前駅～大宰府政庁跡では、■1：大佐野回り、■2：吉松回りは全て通古賀経由、他は全て関屋経由。
- 大宰府政庁跡～宮前間では■5：北谷回りと合わせて全ての路線が重複し、10～15分間隔のパターンダイヤが構成されていた。
- 内山始発・終着便は全て五条交差点を直進し、それとは別に五条台口始発・終着便が運行されていた。また内山～五条台口間のみの運行も、ごく少数設定されていた。
- 五条台口発大佐野回り内山行など、発着地が異なる運行も多かった。
- 五条台口・内山・市役所発（県道76号線（政庁通り）において西行き車線）は、右の写真の■3：水城回りのように、都府楼前駅以東でも番号入り・色つきの行先表示幕を掲出していた。
- 五条台口・内山・市役所着（東行き車線）は、どこ回りで来たかに関係なく、都府楼前駅到着前に無番・白地の行先表示幕に切り替えていた。この点は現在に至るまで同じである。

2008年4月改正
- 都府楼前駅で全便が系統分割され、「五条・内山線」という案内が登場。
- ■6：都府楼回りは全便が名実ともに都府楼前駅発着となり、他の路線も実際に都府楼前駅を通り越して直通する便は大幅に削減された。市役所始発・終着便は■5：北谷回りについても全廃された。
- 大宰府政庁跡～宮前間では運行間隔が不均一となり、30分以上空く場合もあった。
- 五条台口・内山発（西行き車線）は、無番・白地で「西鉄都府楼前駅」行の行先表示幕を掲出し、直通便は都府楼前駅到着前に表示を切り替えるようになった。
- 五条台口始発・終着便は、改正以前の市内各地～市役所以東直通の需要に対応する形で、午前に都府楼前駅→五条台口、午後に五条台口→都府楼前駅のみの片道運行となった。

- 直通便としての性格を色濃く残していたことから、都府楼前駅での停車時間は所定でも1～2分しかなかった。
- 午後の便は都府楼前駅59分着→各方面へ00分発となることから、都府楼前駅での他路線との乗継は事実上できないが、北谷発および内山発の便の直後の走行となることから、乗継での利用はそちらにまかせることとして、ダイヤ作成当初は特に問題視されていなかったのかもしれない。
- しかし、直通便であることの認知度が低い（直通便の主な客層は、乗り換えを好まない高齢者であるにもかかわらず、バスの行先表示やバス停の時刻表からは直通便であることがわからない）ために、利用客は直前の北谷発および内山発の便に乗ってしまい、せっかく五条台口へ回送してまで設定した直通便が機能せず、利用率が低迷する一方、都府楼前駅から乗車する利用客からみれば「始発地なのに遅延している」との印象を与える、などの問題点も発生した。

2012年3月改正
- 五条台口始発・終着便を全廃。「内山線」という案内に変更。
- 内山で折り返し時間が2～3分しかないのに当路線も遅延が常態化していて、内山発車時点ですでに遅延していたことも、所定の乗継ができない原因となっていたため、所要時間の見直し･延長とともに内山での折返し時間も延長。
- 他路線の所要時間の見直し・延長に伴い、都府楼前駅発車・到着時刻を調整。乗継待ちの時間についても延長。

以下に2009年4月改正での状態を示す。
- 関屋回り（五条台口発着）

西鉄都府楼前駅～関屋～大宰府政庁跡～観世音寺～太宰府市役所前～
～（←西鉄五条駅←）～いきいき情報センター～五条台口
都府楼前駅より、県道76号線（政庁通り）を東に直進し、
五条交差点を右折して五条台口に至る路線。
午前のみ運行の五条台口行は、以下のようにそのまま直通となる片道運行で、到着後は回送で都府楼前駅に戻る。
平日
■4：国分回り→水城　 →都府楼前駅　9:02着・ 9:03発→五条台口　9:13着
■2：吉松回り→大佐野→都府楼前駅　9:31着・ 9:33発→五条台口　9:43着
■4：国分回り→水城　 →都府楼前駅11:02着・11:03発→五条台口11:13着
■1：大佐野回り→吉松→都府楼前駅12:01着・12:03発→五条台口12:13着
■3：水城回り→国分　 →都府楼前駅12:31着・12:33発→五条台口12:43着
土曜・日祝
■2：吉松回り→大佐野→都府楼前駅　9:31着・ 9:33発→五条台口　9:43着
■3：水城回り→国分　 →都府楼前駅10:31着・10:33発→五条台口10:43着
■2：吉松回り→大佐野→都府楼前駅11:31着・11:33発→五条台口11:43着
■2：吉松回り→大佐野→都府楼前駅12:31着・12:33発→五条台口12:43着（土曜）
■3：水城回り→国分　 →都府楼前駅12:31着・12:33発→五条台口12:43着（日祝）
午後のみ運行の五条台口発は五条駅も経由する。やはり片道運行で、都府楼前駅から回送で五条台口へ向かう。
五条台口12:16発→都府楼前駅12:29着→■1：大佐野回り12:30発（平日のみ）
五条台口12:46発→都府楼前駅12:59着→■2：吉松回り13:00発（土曜・日祝のみ）
五条台口13:46発→都府楼前駅13:59着→■3：水城回り14:00発
五条台口14:46発→都府楼前駅14:59着→■2：吉松回り15:00発
五条台口15:46発→都府楼前駅15:59着→■3：水城回り16:00発
五条台口16:46発→都府楼前駅16:59着→■2：吉松回り17:00発（平日・土曜のみ）
- 関屋回り（内山発着）

西鉄都府楼前駅～関屋～大宰府政庁跡～観世音寺～太宰府市役所前～
～五条（郵便局前）～西鉄太宰府駅～宮前～三条公民館前～菅谷（九州情報大学前）～内山（竈門神社前・宝満山登山口）
都府楼前駅より、県道76号線（政庁通り）、
県道35号線を東に道なりに進み、内山入口交差点を右折して内山に至る路線。
日中は、都府楼前駅での乗継を考慮し、毎時37分の発車、毎時55分の到着が基本。
関屋～太宰府駅間は、西鉄バス■4-1と同様に五条交差点を直進。それ以外は、■5：北谷回りと同様の経路である。
一部の便は■2：吉松回り、■3：水城回りのいずれかとの連続運行であった。例外的に■1：大佐野回り、■4：国分回りのいずれかとの連続運行もあった。
- 通古賀（とおのこが）回り（五条台口発着）

西鉄都府楼前駅～通古賀中央～通古賀近隣公園～大宰府政庁跡～観世音寺～太宰府市役所前～
～いきいき情報センター～五条台口
都府楼前駅より、通古賀を経由したのち県道76号線（政庁通り）に出たら東に直進し、
五条交差点を右折して五条台口に至る路線。
平日朝8:08発、五条台口行の1本のみ。
■2：吉松回り→大佐野→都府楼前駅　8:06着・ 8:08発→五条台口　8:21着
- 通古賀回り（内山発着）

西鉄都府楼前駅～通古賀中央～通古賀近隣公園～大宰府政庁跡～観世音寺～太宰府市役所前～
～（←西鉄五条駅←）～いきいき情報センター～五条台口～いきいき情報センター～（→西鉄五条駅→）～
～五条（郵便局前）～西鉄太宰府駅～宮前～三条公民館前～菅谷（九州情報大学前）～内山（竈門神社前・宝満山登山口）
都府楼前駅より、通古賀を経由したのち県道76号線（政庁通り）に出たら東に直進し、
五条交差点を右折して五条台口まで往復した後、
県道35号線を東に道なりに進み、内山入口交差点を右折して内山に至る路線。
日中は、都府楼前駅での乗継を考慮し、毎時07分の発車、毎時25分の到着が基本。
一部の便は■1：大佐野回り、■4：国分回りのいずれかとの連続運行であった。

### 運行・運休計画
（2011～13年現在の状況）

#### 正月三が日
太宰府天満宮初詣客対策のため市内中心部で交通規制が行われるため、■2：吉松回りと■3：水城回りのみの運行となり、その他の路線は運休となる。

#### 太宰府観光のトップシーズンとなる1月～3月[2]の土日祝日
渋滞による遅延対策のため、■7：高雄回りが運休となる。
■5：北谷回り、□無番：内山線は運行するが、1時間以上の大幅な遅延が発生することもある。
その場合、車両や乗務員のやりくりがつかなければ他の路線についても運休とせざるを得ない場合もあるようである。
- 車両運用上、□無番：内山線と他路線の直通もあるうえ、全車が全路線を走行するようになっているためである。例えば「■2：吉松回りは太宰府駅を通らないから渋滞に関係ないはずだ、ほぼ定刻で運行できるはずだ、」ということにはならない。

### 車両
薄緑色に薄紫色の帯の塗装の「まほろば号」専用車両が使用されている。導入順に番号（丸付き数字）が車体に表示されている（これとは別に西鉄の車番も表示されている）。全車原営業所所属。
- 1998年（平成10年）に導入された最初の3台（1 - 3）と、翌年に導入された2台（4・5）はUDトラックス（旧:日産ディーゼル）・西日本車体工業B型車体の小型ワンステップバススペースランナーRN（定員44人、座席18人。形式KC-RN210CSN）である。その後、路線網の拡大により増備が進められる。
- 2002年に導入された6 - 8と2003年に導入された9はRNを平成10年排出ガス規制に適合させたKK-RN252CSN型（1999年発売）である。外観は右側面の客室窓が3分割から2分割に変わった程度でほとんど同じだが、メーターパネル等の運転席まわりはかなり異なる。
- 2009年に導入された10と2010年に導入された11は日野自動車のリエッセ（形式BDG-RX6JFBA）に変更された。
- 2013年に日野自動車のポンチョ（形式SKG-HX9JLBE）を1台導入、同年5月19日から運行開始。「まほろば号」初のノンステップバス。従来車と大きく異なる紫色ベースの塗装で、太宰府市内在住・在勤・在学の若年者グループ「げんき若者交流会」によるデザイン。「らっきぃぃ! まほろば号」の愛称が付く。
- 2014年以降、11以前の車両と同じ塗装の日野ポンチョが順次導入され、初期車の代替が行われている。

検査や修繕入場が重なり車両が不足する場合、原営業所所属の星ヶ丘線用の同型車両（西鉄標準カラー）が使用されることがある。

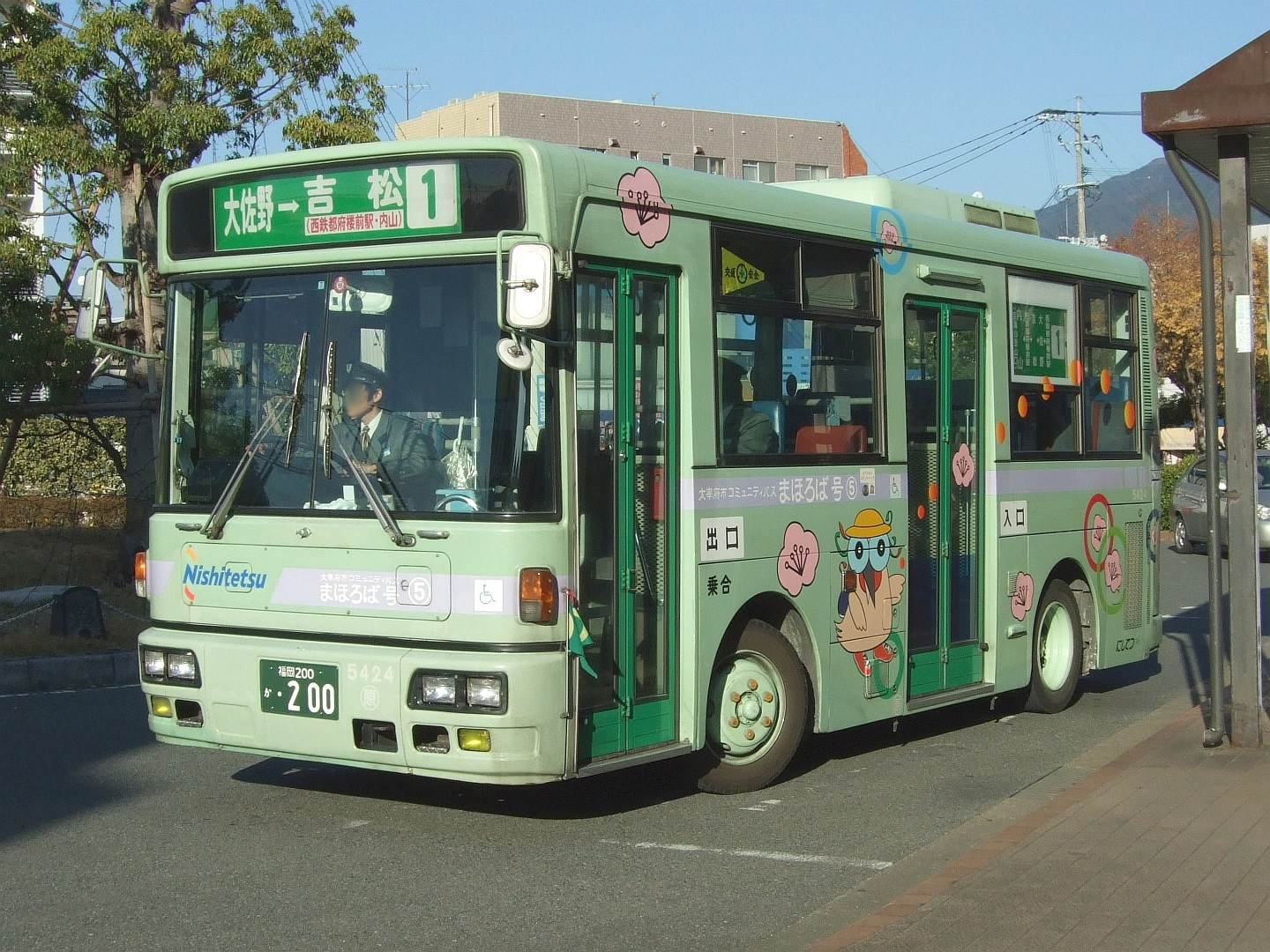
5号車 1999年導入の初期車
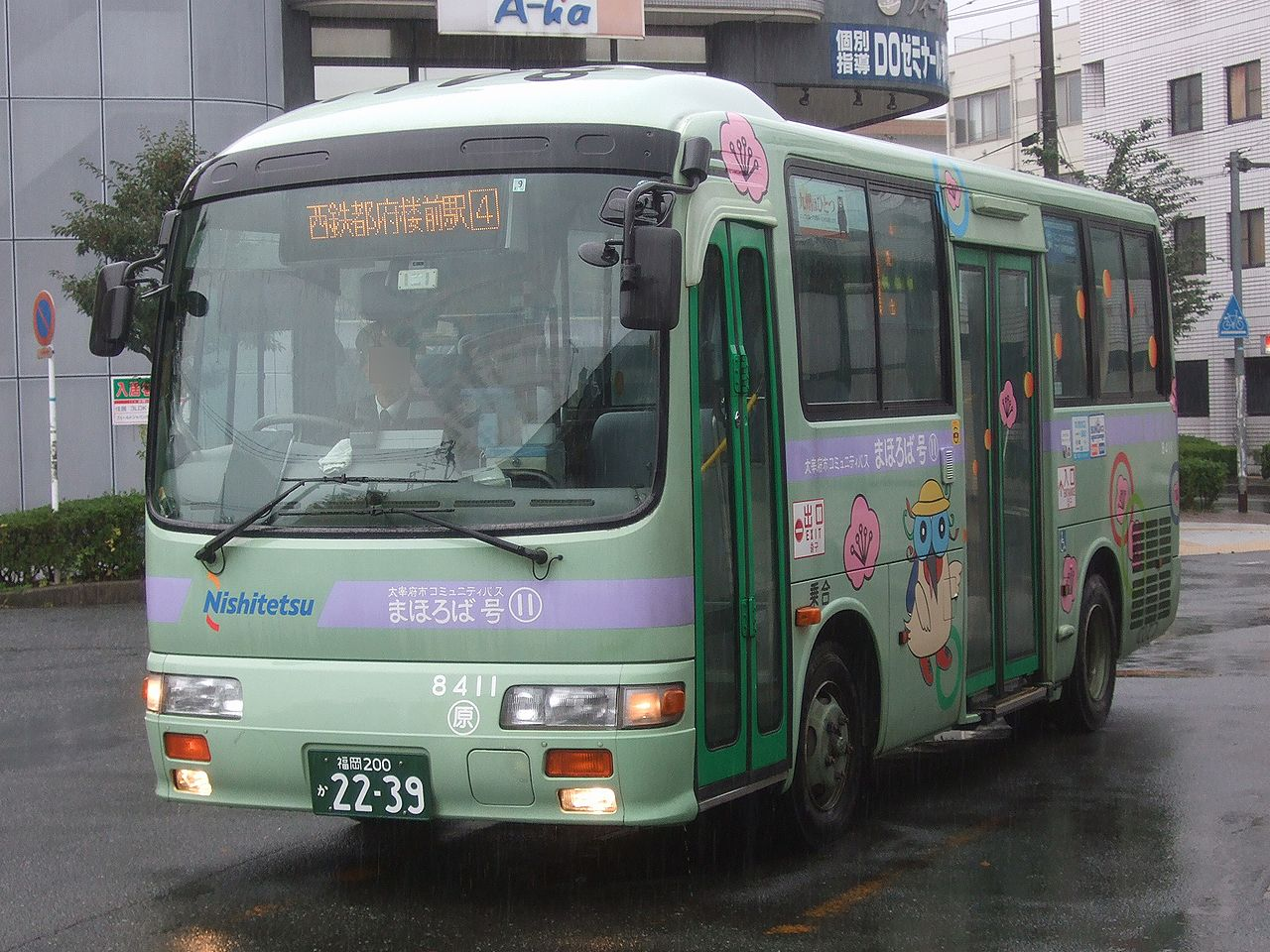
11号車 2010年導入の日野リエッセ
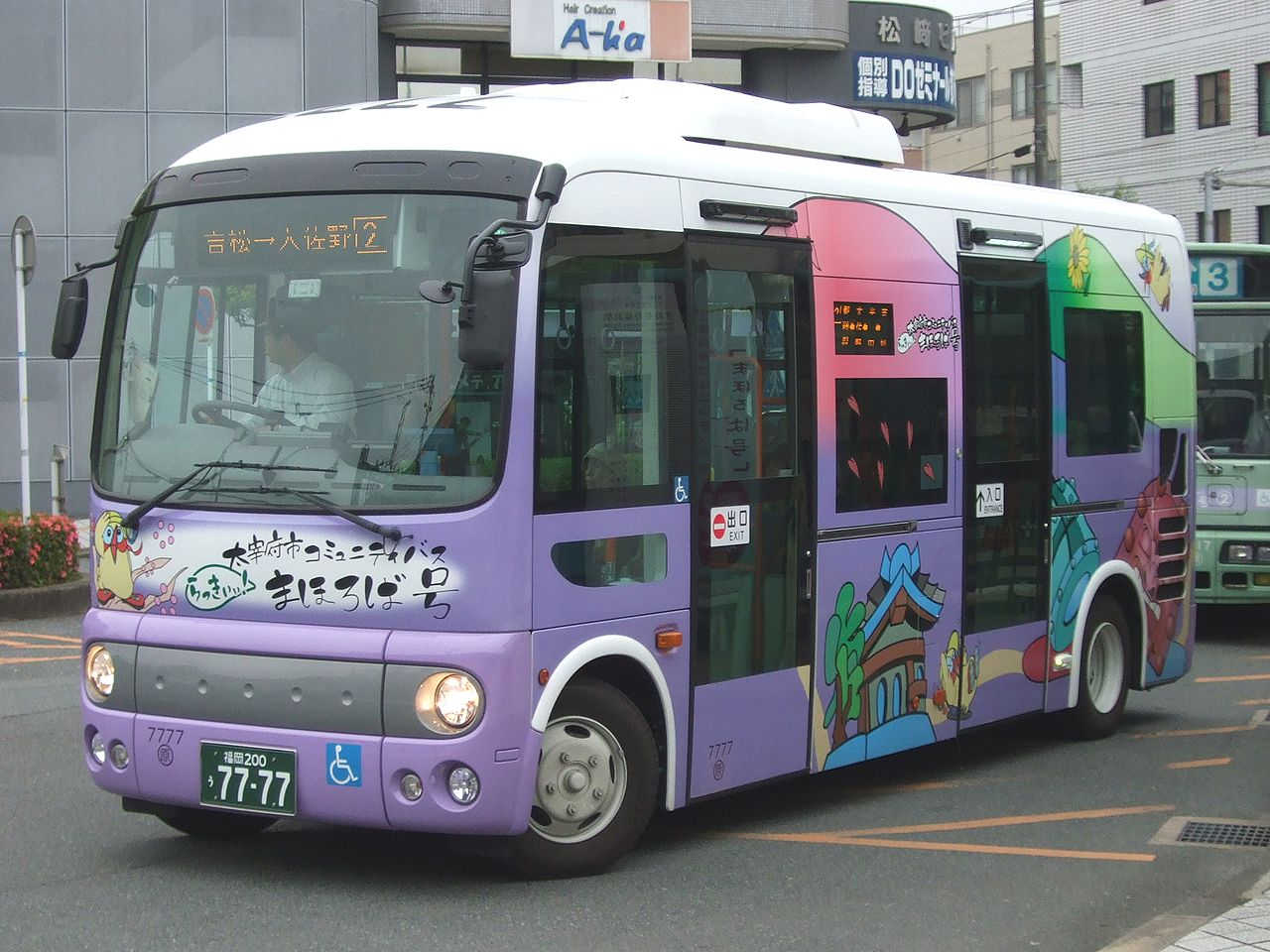
「らっきぃぃ! まほろば号」
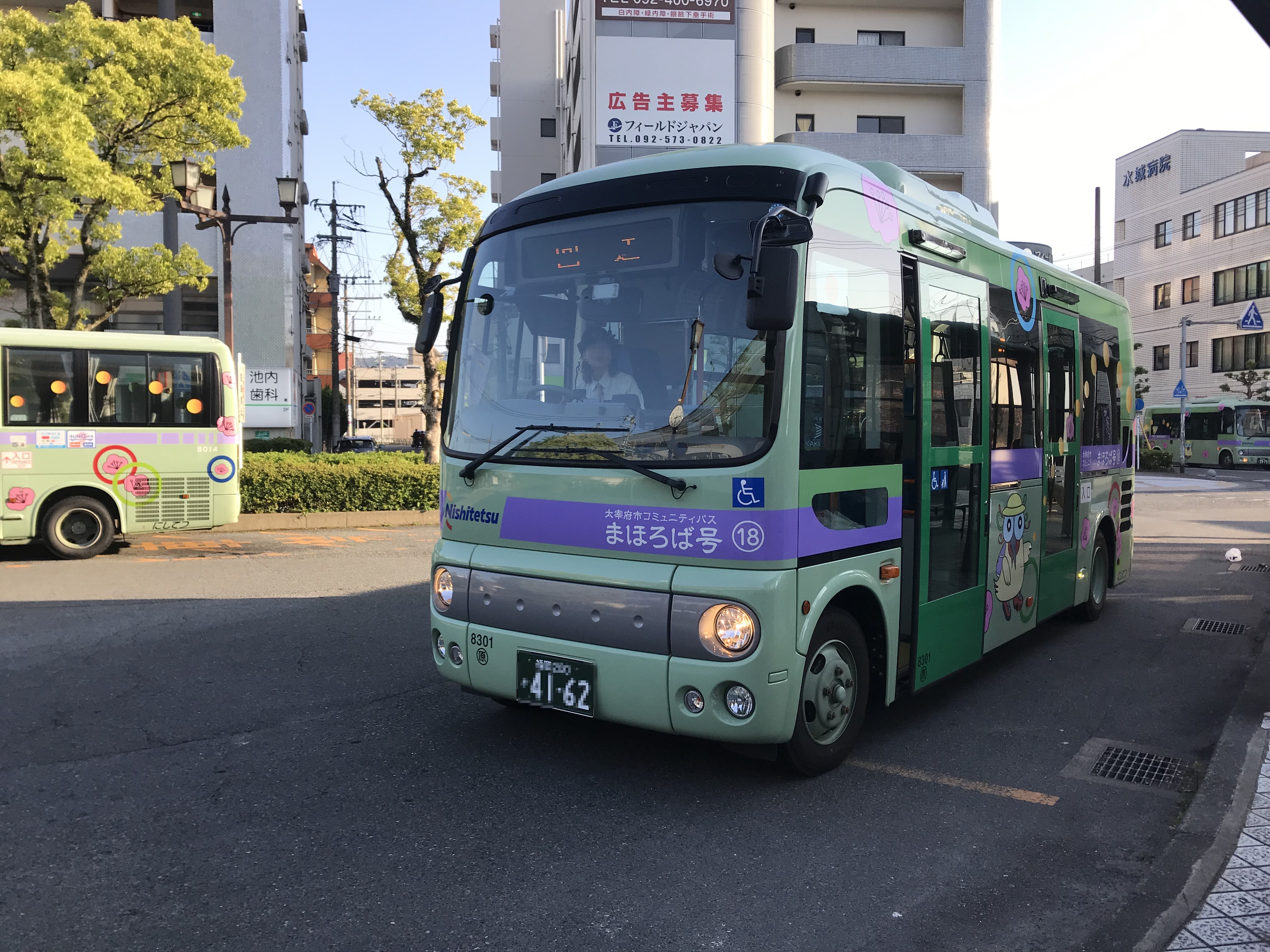
18号車 2019年導入の車両

### 運賃
小学生以上は全区間100円均一。保護者同伴に限り、保護者1人につき幼児2人までは無料。
- nimocaおよびこれと相互利用可能な乗車カード（SUGOCA・Suica・はやかけん等）が利用可能。
  - 均一運賃であるが、ICカードを使用する場合は乗車時も降車時もカードをタッチする必要がある。
  - 小児用nimocaや障がい者用nimocaを使用すると運賃が50円しか差し引かれないため、残りの50円を差し引くために運転士が運賃箱を操作した後に再度タッチする必要がある。
- 太宰府市民に限り、障害者手帳（身体障害者手帳、療育手帳、精神障害者保健福祉手帳）所持者に市役所で補助利用券が発行される（いずれも全額補助となる）。これ以外の障害者割引はない。
- 都府楼前駅で「まほろば号」同士を乗継ぐ場合や、太宰府市役所前で■7：高雄回りと他の路線とを乗継ぐ場合、運転士に申告して乗継券をもらうことにより、次のバスに無料で乗継ぐことができる（乗継券を運転士に渡して降車する）。
- SUNQパスの利用が可能。それ以外の、西鉄バスで通用する乗車券・乗車カード・定期券・株主優待等は一切利用できない。
- 1日フリー乗車券が発売されている。一部観光施設への入館割引がついている。
- 1ヶ月と3ヶ月のフリーパスが発売されている。

### 利用実績
| 年度               | 利用人員  |
| ------------------ | --------- |
| 1999（平成11）年度 | 203,612人 |
| 2000（平成12）年度 | 227,715人 |
| 2001（平成13）年度 | 263,044人 |
| 2002（平成14）年度 | 454,930人 |
| 2003（平成15）年度 | 495,008人 |
| 2004（平成16）年度 | 456,003人 |
| 2005（平成17）年度 | 446,190人 |
| 2006（平成18）年度 | 478,852人 |
| 2007（平成19）年度 | 484,171人 |

参考 - 国土交通省の交通分野の新サービス情報内コミュニティバス（太宰府市「まほろば号」）

## 地域サポートカー

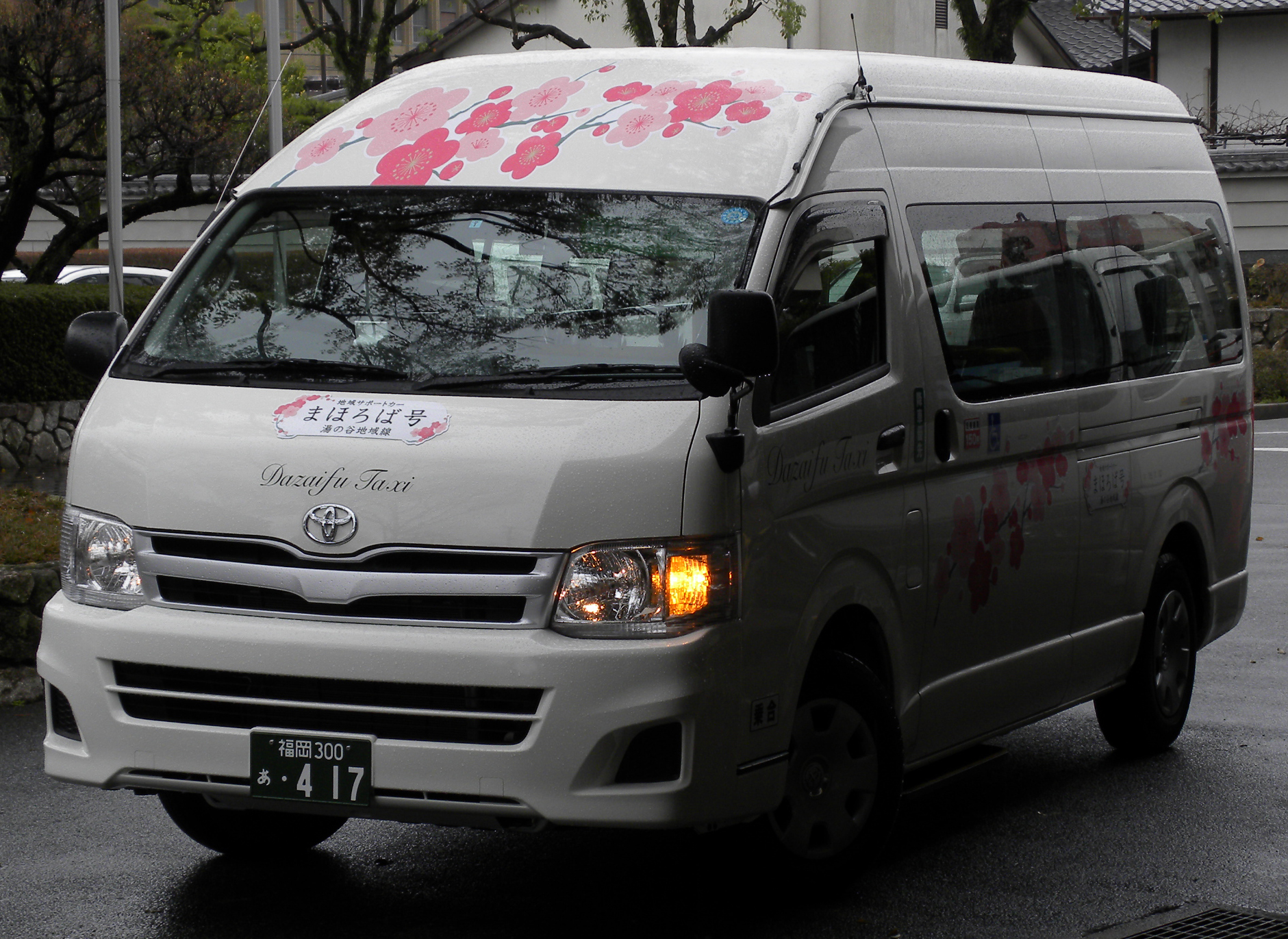
地域サポートカー車両

バス路線のほかに、高齢化率が高く狭隘路の多い地区と太宰府市中心部を結ぶ「地域サポートカー」と称する乗合タクシーが3路線運行されている。太宰府タクシーが運行し、10人乗り（乗客定員9人）の車椅子対応型1BOX車を使用する。
なお、いずれも現金または沿線自治会で発売する各路線専用の回数券のみ利用可能で、西鉄運行の「まほろば号」に使用できる乗車券やIC乗車カードなどは一切利用できず、太宰府市が発行する補助利用券も利用できない。

### 湯の谷地域線

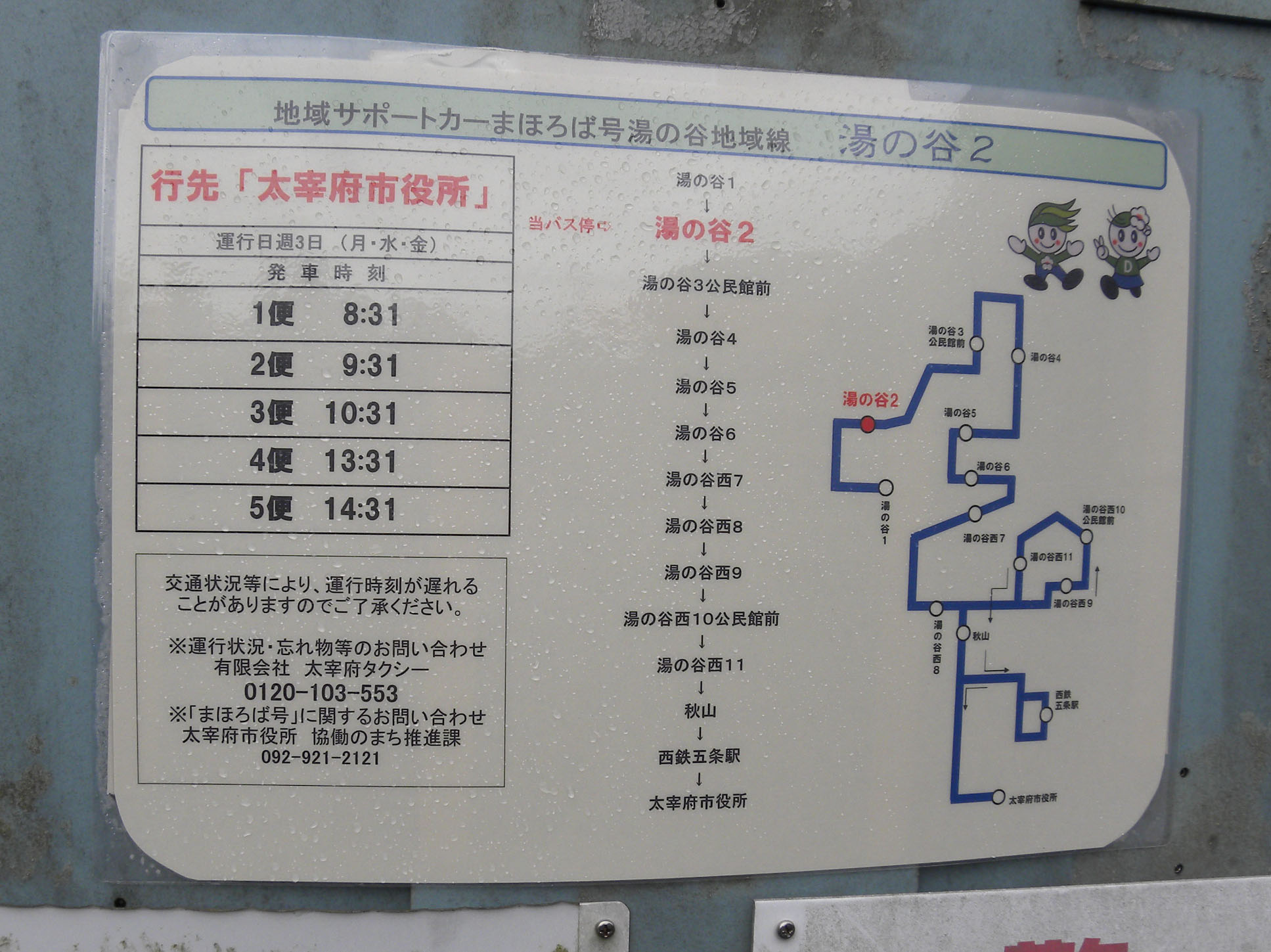
湯の谷地域線のバス停

市中央部の湯の谷（石坂）地区と西鉄五条駅・市役所を結ぶ。2011年2月2日に運行開始。
祝日を除く月・水・金曜日のみの運行である。運賃は150円均一。7枚綴りの回数券がある。
運行ルート
市役所 - 西鉄五条駅 - 湯の谷

### 連歌屋地域線
市街地北東部の連歌屋（浦の城）地区と西鉄太宰府駅・五条駅を結ぶ。2012年7月31日に運行開始。
祝日を除く火曜日・木曜日・土曜日のみの運行。運賃は200円均一。6枚綴りの回数券がある。
運行ルート
西鉄太宰府駅 - 浦の城 - 西鉄太宰府駅 - 西鉄五条駅

### 東観世地域線
市街地北部の東観世地区と西鉄五条駅・市役所を結ぶ。2019年4月2日に運行開始。2018年11月30日限りで廃止された「マミーズまほろば号」の代替として運行されている。
祝日を除く火曜日・木曜日のみの運行。運賃は200円均一。
運行ルート
いきいき情報センター - 太宰府市役所 - 東観世

## 買い物サポートカー
観世音寺境内の東隣にある観世団地と、五条駅前にあるスーパーマーケット「マミーズ太宰府店」を結ぶ。2008年11月19日運行開始。
月曜日・水曜日・金曜日の運行。マミーズが運行しており、白ナンバーの1BOX車を使用する。運賃は無料である。
2018年11月末にマミーズ太宰府店が閉店となったため運行終了した。代替として翌2019年4月より地域サポートカーが運行されている。
運行ルート
東観世公民館下 - 東観世1組 - 東観世入口 - 市役所 - マミーズ（いきいき情報センター）
※東観世1組、東観世入口はマミーズ行きのみ停車